# Dân tộc của Sách

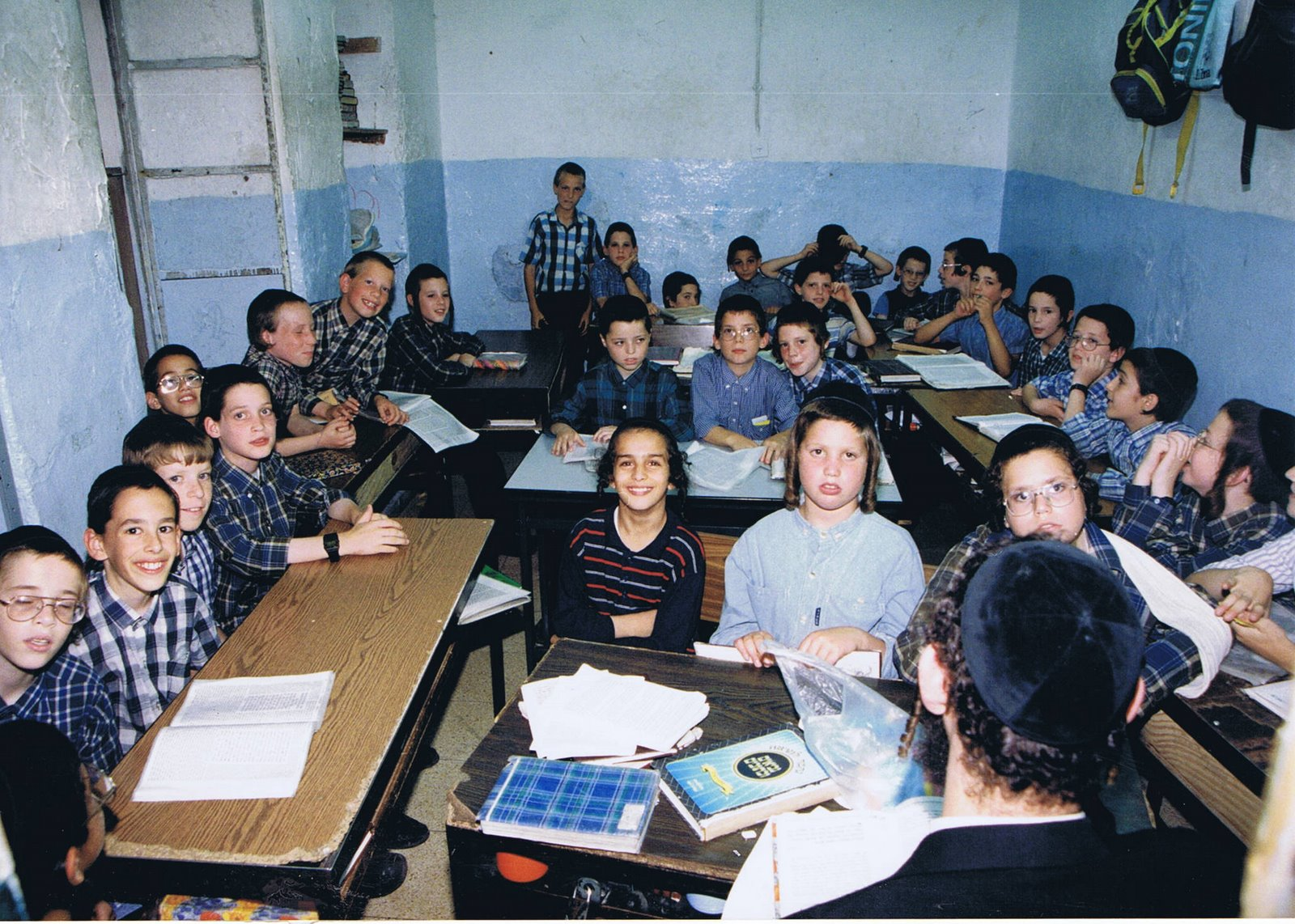
Thuật ngữ "Dân tộc của Sách" là một bản sắc tôn giáo của người Do Thái, một lớp học của người Do Thái

Dân tộc của Sách (tiếng Ả Rập: أهل الكتاب ′Ahl al-Kitāb) là tín đồ của Các tôn giáo khởi nguồn từ Abraham có trước, lâu đời, và cũ hơn đạo Hồi giáo Islam.
Trong Hồi giáo, kinh Qur'an được thực hiện để đại diện cho việc hoàn thành các kinh sách, và tổng hợp chúng như là thông điệp đúng, cuối cùng, và vĩnh cửu của Thiên Chúa cho nhân loại. Bởi vì dân tộc của sách nhận ra Thiên Chúa của Abraham, YHWH (Hebrew: יהוה) như là một và chỉ một Chúa duy nhất, cũng như người Hồi giáo, và họ thực hành tín ngưỡng dựa vào pháp lệnh được mặc khải bởi Thiên Chúa, khoan dung và tự chủ được đối xử dành cho họ trong các xã hội chi phối bởi Sharia (luật Hồi giáo).
Trong Do Thái Giáo, thuật ngữ "Dân tộc của Sách" (Hebrew: עם הספר, Am HaSefer) để nói về người Do Thái và sách Kinh Thánh Do Thái Torah hay còn gọi là Ngũ Thư. Tín đồ của Các tôn giáo khởi nguồn từ Abraham khác, đã sinh sau đẻ muộn hơn Do Thái giáo, đã không được thêm vào. Như vậy, thuật ngữ "Dân tộc của Sách" chỉ được chấp nhận bởi người Do Thái là một bản sắc tôn giáo bắt nguồn cơ bản từ Kinh Thánh Do Thái Torah.
Trong Kitô giáo, Giáo hội Công giáo Rôma bác bỏ những biểu hiện tương tự như "tôn giáo của cuốn sách" như một mô tả của đức tin Kitô giáo, Giáo hội Công giáo Rôma thích sử dụng thuật ngữ "tôn giáo của Lời Chúa".

## Định nghĩa
Thuật ngữ "Dân tộc của Sách" trong kinh Qur'an của người Hồi Giáo nói về các tín đồ của tôn giáo độc thần Các tôn giáo khởi nguồn từ Abraham lớn tuổi hơn, cũ hơn, lâu đời hơn Hồi giáo. Điều này bao gồm tất cả các Kitô hữu, tất cả người Do Thái (bao gồm cả người Do Thái, Karaites và Samaritan), và Sabians.
Ngày nay, thuật ngữ "Dân tộc của Sách" là một ý tưởng phổ biến để nói về người Do Thái. Tuy nhiên thuật ngữ "Dân tộc của cuộn giấy da" thì chính xác hơn vì Kinh Thánh Do Thái Torah được làm từ một cuộn giấy dài được may bằng da thú vật và kết nối các trang giấy da với nhau bằng gân động vật.

## Trong kinh  Qur'an
Có rất nhiều câu lệnh trong Qur'an đề cập đến các cộng đồng dân tộc cổ đại được trao mạc khải từ Thiên Chúa. Một số ví dụ dưới đây:
Nếu chỉ có dân tộc của Sách là có đức tin, điều đó là tốt nhất cho họ: trong số đó là một số người có đức tin, nhưng hầu hết trong số họ là những kẻ vi phạm sai đường lạc lối.
Không phải tất cả chúng đều giống nhau: Trong số dân tộc của Sách thì một số người đứng lên (cho lẽ phải): Họ kể lại những dấu hiệu của Chúa suốt đêm dài, và họ sấp mình thờ lạy.
Và chắc chắn, trong số các dân tộc của Sách, những người tin vào Thiên Chúa, trong sự mặc khải cho ngươi, và trong sự mặc khải cho họ, cúi đầu trong sự khiêm nhường với Đức Thiên Chúa Trời. Họ sẽ không bán các dấu hiệu của Thiên Chúa cho một lợi ích khốn khổ! Đối với họ đó là một phần thưởng của Chúa cho họ, và Thiên Chúa là nhanh chóng trong tài khoản.
Ba tôn giáo được đề cập trong Kinh Koran karim là Kitô hữu, người Do Thái và Sabian Mandaeans tất cả đã được đề cập trong chương [Quran 5:69] và [Quran 22:17]. Có những tôn giáo khác được đề cập nhưng ba hạng người này được đề cập thường xuyên nhất.